# 9102 Foglar
A 9102 Foglar (ideiglenes jelöléssel 1996 XS18) a Naprendszer kisbolygóövében található aszteroida. Miloš Tichý és Zdeněk Moravec fedezte fel 1996. december 12-én. Jaroslav Foglar (1907-1999) cseh íróról nevezték el.